# Bailudong
Bailudong (kinesiska: 白鹿洞, 白鹿洞镇) är en köping i Kina. Den ligger i provinsen Hunan, i den södra delen av landet, omkring 270 kilometer söder om provinshuvudstaden Changsha. Antalet invånare är 23885. Befolkningen består av 11 675 kvinnor och 12 210 män. Barn under 15 år utgör 21,0 %, vuxna 15-64 år 74 %, och äldre över 65 år 4,0 %.
Genomsnittlig årsnederbörd är 1 809 millimeter. Den regnigaste månaden är maj, med i genomsnitt 261 mm nederbörd, och den torraste är oktober, med 31 mm nederbörd.